# Alda Games
Alda Games je nezávislé české herní studio, které vyvíjí hry pro mobilní zařízení, hlavně mobilní telefony a tablety. Studio vzniklo v červnu roku 2013.
Při vývoji využívá Unity 3D engine a své hry vyvíjí pro platformy iOS, Android, Windows Phone a PlayStation 4. 

## Hry
- 2013 – Zachraň šneka – logická hra s kreslenou grafikou, ve které hráč posouvá různými předměty tak, aby dostal hlemýždě do bezpečí, případně jim vytvořil vhodný úkryt před padajícími předměty a pastmi. Hra obsahuje 24 úrovní rozdělených do 3 různých stupňů obtížnosti.[2][3]
- 2013 – Sýrový svět – logická point-and-click adventura, ve které hráč musí vyřešením úloh objevit ukryté kusy sýru, čímž pomůže ochránit myši od hladomoru.[4][5]
- 2014 – Eggies – arkádová hra připomínající Tamagoči, ve které se hráč stará o vajíčko, z něhož se při dobré péči vyklube příšerka. Hra je naplněna minihrami a vizuálními úpravy vajíčka.
- 2014 – Defend Your Life – tower defense strategie z prostředí lidské tělo volně inspirovaná populárním francouzským naučným seriálem Byl jednou jeden... život. V roce 2015 vyšla vylepšená verze připravená pro digitální distribuční platformu Steam. Hra je kompatibilní s osobními počítači na Windows, Mac OS X a Linux. Mobilní verze je kompatibilní s Android, iOS a Windows Phone.
- 2015 – Zachraň šneka 2 – pokračování oblíbené logické hry, které nabízí mnoho nových úrovní i razantní úpravy hratelnosti a grafiky.
- 2016 – Killing Room – rogue-lite střílečka z prostředí zvrácené reality-show odehrávající se v 22. století
- 2018 – Band of Defenders – kooperativní střílečka se stavěním základny v postapokalyptickém světě
- 2019 – Walking the Zombie
- 2020 – Walking the Zombie 2 Zombie Shooter